# Comuna Posedarje, Zadar
Posedarje este o comună în cantonul Zadar, Croația, având o populație de 3.607 locuitori (2011).

## Demografie
Componența etnică a comunei Posedarje
     Croați (98,84%)
     Necunoscut (0%)
     Neclasificat (0,94%)
Componența confesională a comunei Posedarje
     Catolici (98,25%)
     Necunoscută (0,47%)
     Alte religii (1,28%)
Conform recensământului din 2011, comuna Posedarje avea 3.607 locuitori. Din punct de vedere etnic, majoritatea locuitorilor (98,84%) erau croați. Din punct de vedere confesional, majoritatea locuitorilor (98,25%) erau catolici. Pentru 0,47% din locuitori nu este cunoscută apartenența confesională.